# Spilosoma vartianae
Spilosoma vartianae är en fjärilsart som beskrevs av Daniel 1965. Spilosoma vartianae ingår i släktet Spilosoma och familjen björnspinnare. Inga underarter finns listade i Catalogue of Life.